# 尹澤榮
尹澤榮（：／ Yun Taek-yeong；1876年3月17日—1935年10月24日），本貫海平尹氏，大韓帝國時期官吏，朝鮮純宗之國丈。

## 生涯
光武3年（1899年）任侍講院侍從官，1901年任秘書院丞，英亲王李垠府令兼惠民院总务，叙敕任官四等。法部協辦。1902年任英亲王府总办兼惠民院总务，叙敕任官三等。前议官金禹用上书参劾尹德荣贪虐，尹澤榮假公济私、中饱私囊。1904年调任法部协办，叙敕任官二等，再任英亲王府总办。
太子妃闵氏去世后，尹泽荣重金贿赂纯献皇贵妃，使得光武10年（1906年），皇太子李坧迎娶其女兒為太子妃，他被任命知敦宁司事、大韓帝國軍陆军参将、副將、參謀官。
隆熙元年（1907年）、純宗即位，他女兒也進位皇后，他因此進封海豐府院君，在皇太子册封仪式上辅事有功，授勳一等太極章及大勳位李花大綬章。复叙大勋。皇后宫大夫，叙敕任官一等。1908年任“真宗昭皇帝玉宝篆文”书写官，授瑞星大绶章。1909年，授金尺大绶章。建神宫奉教会，任总裁，称天照大神与檀君是兄弟。
1910年《日韓合併條約》締結後，尹泽荣、尹德荣因强夺玉玺有功，10月16日位列朝鮮貴族中的侯爵。尹德榮为子爵。
尹澤榮在日韓合併前已因債務問題宣告破產，被人以「債務王」、「借錢大王」、「大債王」稱呼。1920年與長子尹弘燮前往北京，1926年回國出席朝鮮純宗4月25日至6月10日“因山日”为期46天的國葬，但一回國就被債主討債，只好再逃往北京並在1935年死在那里，長子尹弘燮後投身獨立運動，次子尹毅燮則襲爵。

## 其他
他是朝鲜王朝最后一位国丈和府院君。他是朝鲜的大富翁，但无建树，一味钻营，假公济私，挥霍无度，负债累累，尹致昊称他欲壑难填，但。其女被册封为太子妃时，皇室下赐10万元供他还清债务，他最终仍破产。朝鲜纯宗国葬时秘密回国被舆论界认出。天道教杂志《开辟》在“回顾朝鲜500年特辑号”中，以“突如其来”为题写道：
“‘负债王’尹泽荣侯爵于国丧中归国，料无债鬼催讨，安心而来。孰料诸债鬼罔顾私情，蜂拥而起，诉讼纷至，复遭裁判所传唤，诚狼狈之甚。据闻日前已得火症，更与其兄‘大喝大监’拳脚相殴，以致头破血流。窃以为与其殴斗破头，未若假国丧之藉口，自决殉葬，以博‘忠臣’称号，岂不美欤？”1928年，因恶名朝鲜总督府一度褫夺了他的爵位，后恢复。

## 死後的評價
在2002年韩国国会“树立民族正气国会议员连线”發表的親日派708人名錄中，他是其中一人。2007年，大韩民国亲日反民族行为真相纠明委员会将他列入《亲日反民族行为195人名单》。2008年，韩国民族问题研究所将其及其兄尹德荣夫妇收入《亲日人名辞典》。

## 家族关系
| 称呼   | 姓名   | 生卒年         | 职位/身份    | 备注 |
| ------ | ------ | -------------- | ------------ | --- |
| 祖先   | 尹斗寿 | 1533年—1601年  | 宰相         | 十三世祖 |
| 祖先   | 尹根寿 | 1537年—1616年  | 宰相         | 朝鲜宣祖朝，与尹斗寿同为兄弟宰相                                                                                                 |
| 高祖父 | 尹命烈 |                |              | |
| 曾祖父 | 尹致羲 |                |              | |
| 祖父   | 尹容善 | 1829年—1904年  |              | 大韩帝国议政府议政大臣 |
| 父亲   | 尹彻求 |                | 进士         | 追赠领敦宁府事 |
| 哥哥   | 尹德荣 | 1873年－1940年 | 官僚         | 亲日派 |
| 长子   | 尹弘燮 | 1893年－1955年 | 独立运动人士 | 出继伯父尹是榮为嗣，留日时期结识申翼熙、金性洙、张德秀等独立运动人士，资助大韩民国临时政府和旅日朝鲜学生，但因其家族背景难获信任 |
| 次子   | 尹毅燮 | 1912年－1966年 |              | |
| 长女   | 尹曾顺 | 1894年—1966年  | 纯贞孝皇后   | 大韩帝国唯一一任皇后 |
| 女婿   | 李坧   | 1874年—1926年  | 朝鲜纯宗     | 大韩帝国第二位、也是最后一位皇帝                                                                                                 |
| 远亲   | 尹雄烈 | 1840年—1911年  |              | 尹斗寿、尹根寿后裔，韩国第4任总统尹潽善的祖父                                                                                    |
| 远亲   | 尹致昊 | 1865年—1945年  |              | 尹斗寿、尹根寿后裔，韩国第4任总统尹潽善的伯父                                                                                    |